# Дитремы
Дитремы (лат.  Ditrema) — род лучепёрых рыб семейства живородковых. Распространены в северо-западной части Тихого океана в прибрежных водах Японии. Максимальная длина тела у представителей рода варьируется от 19 до 24 см. Живородящие рыбы.

## Этимология
Латинское родовое название образовано от греч. Δύο — два и греч. Τρύπα — отверстие, что отражает наличие анального и полового отверстий в теле представителей данного рода.

## Описание
Тело высокое, овальной формы, сжато с боков. Верхний профиль головы в области глаза прямой или с небольшой выемкой. Рыло короткое с небольшим ртом. Челюсти одинаковые по размеру, у самцов и самок с одним рядом зубов, притуплённых или конической формы. Нижняя губа прикреплена к симфизу с помощью кожного выроста. На нижней части жаберной дуги около 15 коротких и тонких жаберных тычинок. В длинном спинном плавнике 9—11 жёстких и 19—22 мягких лучей. В анальном плавнике 3 жёстких и 25—28 мягких лучей. В боковой линии 70—75 чешуек.

## Классификация
В составе рода выделяют три вида:
- Ditrema jordani V. Franz, 1910
- Ditrema temminckii Bleeker, 1853 — Японская дитрема, или дитрема
- Ditrema viride Ōshima, 1940